# José Carlos García Rodríguez
José Carlos García Rodríguez (Sanlúcar de Barrameda (Cádiz, Andalucía), 9 de junio de 1949) es un enólogo, periodista y escritor español.

## Biografía
José Carlos García Rodríguez fue alumno de Enrique Feduchy Mariño, Francisco Jiménez Cuende, José María Xandri Tagüeña y Luis Hidalgo Fernández-Cano en la desaparecida Escuela Nacional de la Vid, Cervezas y Bebidas de Madrid. Amplió estudios de Enología en el Centro de Fermentaciones Industriales del Consejo Superior de Investigaciones Científicas (CSIC-Madrid).
Después de ejercer como director técnico durante 10 años en una empresa bodeguera del Condado de Huelva, inició colaboraciones periodísticas en diversos medios nacionales. A partir de 1984 empieza a escribir libros de viaje para Editorial Everest, sello en el que tiene editadas una veintena de obras . Ha sido miembro del equipo redactor del proyecto multimedia Iberia de Editorial Planeta, considerada como la iniciativa de información turística más ambiciosa de Europa, y de la publicación anual Guía de Turismo Everest durante 12 años. Ejerció durante 15 años como corresponsal en Andalucía del desaparecido semanario "Editur", la más prestigiosa publicación profesional de Turismo de España.
García Rodríguez es autor de las obras Montpensier. Biografía de una obsesión y El infante maldito. La biografía de Luis Fernando de Orleans, el más depravado príncipe Borbón . La primera de ellas está dedicada a Antonio de Orleans, hijo del rey Luis Felipe de Francia, y la segunda al hijo menor de la infanta Eulalia de Borbón, siendo ésta la primera biografía que se ha editado de  Luis Fernando de Orleans y Borbón, personaje a quien el rey Alfonso XIII retiró el título de Infante de España por su vida disoluta y escandalosa.

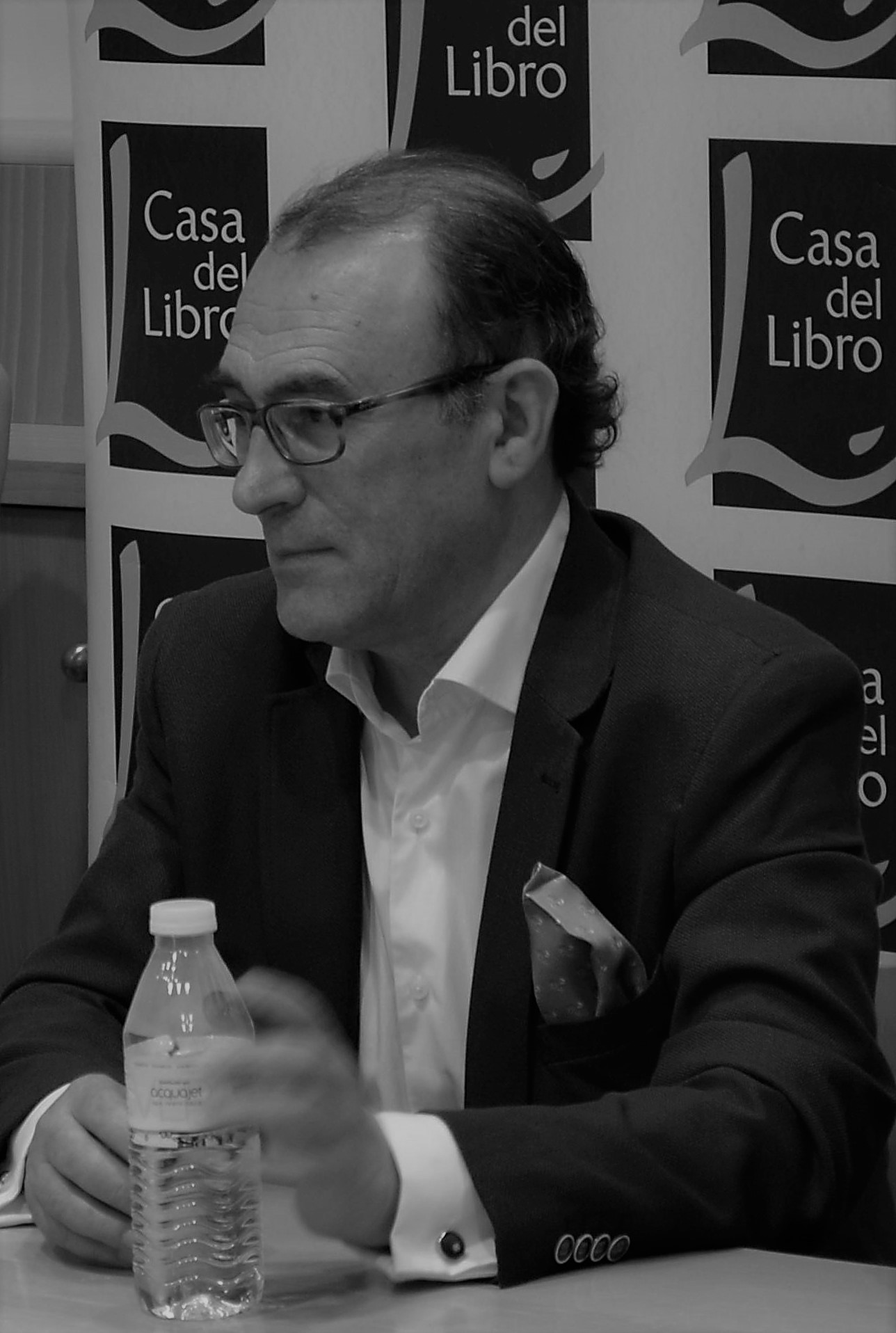
José Carlos García Rodríguez en junio de 2015

Especializado en obras de temática turística, gastronómica y enológica, José Carlos García Rodríguez es autor de publicaciones promocionales editadas por Turespaña y por numerosísimos Patronatos Provinciales de Turismo, habiendo sido galardonado con importantes premios, entre ellos, el Andalucía de Turismo 1995, el Nacional de Turismo de Andalucía 1998, los Premios de Turismo Everest en 1984, 1986 y 1989, el Premio de Periodismo Joaquín Turina 1999 y el Nacional de Periodismo Juan Manuel Barba Mora de Exaltación de la Manzanilla 2003. En el año 2005 quedó finalista del IV Premio Internacional Fogón Sant Julien-París con su relato El sabor de las mareas. Su libro 1845-1995: Las Carreras de caballos de Sanlúcar de Barrameda (1995), fue declarado Libro de Interés Turístico Nacional  por Resolución de la Secretaría de Estado de Comercio, Turismo y Pymes del Ministerio de Economía y Hacienda, de fecha 16 de diciembre de 1996 (BOE de 7 de abril de 1997).
José Carlos García Rodríguez es autor de obras biográficas, entre ellas las ya citadas dedicadas a  Antonio de Orleans y al infante  Luis Fernando de Orleans, además de ensayos históricos como ¿Arde Barcelona? La semana Trágica, la prensa y la caída de Maura y El caso Strauss. El escándalo que precipitó el final de la II República, primera monografía dedicada al affaire de la ruleta Straperlo, asunto ampliado con posterioridad en su libro Historia del straperlo. Una ruleta contra la República. El affaire del straperlo y sus protagonistas. De su obra Pedro Badanelli. La sotana española de Perón, dijo el escritor y periodista argentino  Horacio Vázquez-Rial, que es "una obra que debe figurar por peso propio en todas las bibliografías relativas al peronismo y al catolicismo argentino". La novela juvenil de García Rodríguez titulada La Flota de las Molucas. La gran epopeya de la Primera Vuelta al Mundo fue incluida por la Comisión Nacional del V Centenario de la Primera Vuelta al Mundo Magallanes-Elcano dentro de su Programa de Actividades, en el apartado Publicaciones y Literatura.
Parte de la obra de este autor ha sido traducida a los idiomas inglés, francés, alemán y polaco.

## Obra

### Libros de Viaje
- Sanlúcar de Barrameda (ISBN 978-84-241-4929-1 Editorial Everest, León, 1985)
- Almagro (ISBN 978-84-241-4930-7 Editorial Everest, León, 1987 - 2 ediciones-)
- Conocer Nerja y Frigiliana (ISBN 978-84-241-4653-5 Editorial Everest, León, 1988)
- Conocer Úbeda y Baeza (ISBN 978-84-241-4659-7 Editorial Everest, León, 1989 -5 ediciones-)
- Conocer Aranjuez y su Real Sitio (ISBN 978-84-241-4948-2 Editorial Everest, León, 1990)
- Costa del Sol (ISBN 83-87682-3 Ars Polona, Varsovia, 2000)
- Guía de Jaén y provincia (ISBN 978-84-241-3983-6 Editorial Everest, León, León, 1991)
- Huelva (ISBN 978-84-8152-066-8 Turespaña, Dirección General de Turismo del Ministerio de Economía y Hacienda, Madrid, 1992).
- Guía de Cádiz y provincia (ISBN 978-84-241-3926-1 Editorial Everest, León, 1993)
- Recuerda Cádiz (ISBN 978-84-241-0079-7 Editorial Everest, 1997, León -4 ediciones-). Traducido al inglés, francés y alemán.
- Ubeda y Baeza, dos ciudades monumentales en la Ruta del Renacimiento (ISBN 978-84-95244-06-2 Editora y Distribuidora El Olivo, Úbeda, 1998 -2 ediciones-)
- Recuerda la Costa del Sol (ISBN 978-84-241-3563-8 Editorial Everest, León, 1998). Traducido al inglés, francés, alemán y polaco.
- Recuerda Córdoba (ISBN 978-84-241-3644-4 Editorial Everest, León,1998).
- The Renaissance Route: Jaén, Úbeda and Baeza (ISBN 978-84-923-6430-0 Editora y Distribuidora El Olivo, Úbeda,1998)
- Recuerda la Costa de la Luz (ISBN 978-84-241-3403-7 Editorial Everest, León, 1999). Traducido al inglés, francés y alemán.
- Recuerda Jaén, Úbeda y Baeza: La Ruta del Renacimiento (ISBN 978-84-241-3641-3 Editorial Everest, 1999 -3 ediciones-)
- Sanlúcar en la mano (ISBN 978-84-605-7621-3 Pequeñas Ideas, Sanlúcar de Barrameda, 1999)
- Recuerda Jerez de la Frontera (ISBN 978-84-241-0085-8 Editorial Everest, León,  2000 -3 ediciones-). Traducido al inglés, francés y alemán.
- Jerez en la mano (ISBN 978-84-86712-17-3 Pequeñas Ideas, Sanlúcar de Barrameda, 2001)
- Rutas turísticas por la provincia de Cádiz (DL CA-047-2002 Patronato Provincial de Turismo de Cádiz, 2002)
- Baeza y Úbeda. Renacimiento para la Humanidad (ISBN 978-84-95244-09-3 Editora y Distribuidora El Olivo, Úbeda, 2004)
- Vive y Descubre Cádiz (ISBN 978-84-241-0509-9 Editorial Everest, León, 2008)

### Gastronomía y Enología
- Vinos Andaluces (ISBN 978-84-7647-263-3 Algaida-Anaya, Sevilla, 1990)
- La cocina sanluqueña y sus mejores recetas (ISBN 978-84-607-0843-8 Pequeñas Ideas, Sanlúcar de Barrameda, 2000)
- De tapas por Sanlúcar (DL CA 313/03 Patronato de Turismo de Sanlúcar de Barrameda, 2003)
- Cuadernos del Fogón III (El sabor de las mareas) (ISBN 84-8418-342-6 Ed. Zendrera Zariquiey, Barcelona, 2007)
- La cocina sanluqueña. Sus fundamentos y sus mejores recetas (ISBN 978-84-936794-4-6 Bosque de Palabras, Sevilla, 2010)
- La cocina sanluqueña: historia, modos y sabores (ISBN 978-84-17044-12-1 Editorial Almuzara, Córdoba, 2017)
- La cocina sanluqueña: historia, modos y sabores (ISBN 978-84-1834-601-9 E-Book, Editorial Almuzara, Córdoba, 2021)
- El gran libro de la gastronomía sanluqueña (ISBN  978-84-10523-13-5, Editorial Almuzara, Córdoba, 2024)
- El gran libro de la gastronomía sanluqueña (ISBN  978-84-10525-66-5, E-Book, Editorial Almuzara, Córdoba, 2024)
- El gran libro del atún (ISBN 978-84-10528-05-5, Editorial Almuzara, Córdoba, 2025)

### Biografías
- Francisco Pacheco, pintor, poeta y tratadista de arte (DL SE-2179-1991 Los Cuatro Vientos, Sanlúcar de Barrameda, 1990).
- Turina y Sanlúcar de Barrameda (DL CA780/99 Archivo Joaquín Turina-Fundación El Monte, Madrid, 1999).
- Pedro Badanelli. La sotana española de Perón (ISBN 978-84-936293-0-4 Editorial Akrón, Astorga 2008).
- El infante maldito. La biografía de Luis Fernando de Orleans, el más depravado príncipe Borbón (ISBN 978-84-670-0428-1 Espasa - Grupo Planeta, Barcelona, 2012).
- El infante maldito. La biografía de Luis Fernando de Orleans, el más depravado príncipe Borbón, (Libro electrónico - ISBN 978-84-670-0721-3 Espasa - Grupo Planeta, Barcelona, 2012).
- Montpensier. Biografía de una obsesión, (ISBN 978-84-16392-00-1 Editorial Almuzara, Córdoba, 2015).
- Montpensier. Biografía de una obsesión (Libro electrónico - ISBN 978-84-16392-14-8 Editorial Almuzara, Córdoba, 2015).
- El Rey de los Maricas. Vida y leyenda del Infante Luis Fernando de Orleans (ISBN 979-8563903173 Bibliostory Editions - Amazon, 2020).
- El marqués de Santa Ana. Vida y obra de un gran periodista (ISBN 978-84-472-2357-2   Editorial Universidad de Sevilla, Sevilla, 2023).

### Ensayos
- 1845-1995: Las Carreras de Caballos de Sanlúcar de Barrameda (ISBN 978-84-605-2603-8 Sociedad de Carreras de Caballos de Sanlúcar de Bda., Sanlúcar de Barrameda, 1995)
- Las Carreras de Caballos de Sanlúcar de Barrameda (ISBN 978-84-931838-1-3 ed. actualizada, Pequeñas Ideas, Sanlúcar de Barrameda, 2001)
- Historia de una biblioteca viva (ISBN 978-84-607-8250-6 Biblioteca Municipal de Sanlúcar de Bda., Sanlúcar de Barrameda,  2004)
- El caso Strauss. El escándalo que precipitó el final de la II República (ISBN 978-84-936725-0-8 Editorial Akrón, Astorga, 2008)
- ¿Arde Barcelona? La Semana Trágica, la Prensa y la caída de Maura (ISBN 978-84-92814-13-8, Editorial Akrón, Astorga, 2010).
- El Río Guadalquivir. Del mar a la marisma -Tomo II: Sanlúcar de Barrameda- (ISBN 978-84-7595-256-7 Junta de Andalucía. Consejería de Obras Públicas y Vivienda;Consejería de Turismo, Comercio y Deporte; Consejería de Cultura y Consejería de Medio Ambiente, Sevilla, 2011 - VV. AA.)
- 175 años de Carreras de Caballos en la playa de Sanlúcar: 1845-2020 - (ISBN 978-84-09-19522-0, Real Sociedad de Carreras de Caballos de Sanlúcar de Barrameda, 2020).
- Historia del straperlo. Una ruleta contra la República. El affaire del straperlo y sus protagonistas,  con Prólogo de Stanley G. Payne (ISBN 978-84-18648-28-1, Editorial Almuzara, Córdoba, 2022).
- Historia del straperlo. Una ruleta contra la República. El affaire del straperlo y sus protagonistas,  con Prólogo de Stanley G. Payne (ISBN 978-84-11313-47-6, E-Book, Editorial Almuzara, Córdoba, 2022).
- Sanlúcar a través de la mirada de Antonio Palomo (Edición de José Carlos García Rodríguez). (ISBN 978-84-126177-1-9, ASEHA, Asociación Sanluqueña de Encuentros con la Historia y el Arte, Sanlúcar de Barrameda, 2023).
- Influencias españolas y orientales en las Caballerizas Reales del Duque de Montpensier (ISBN 978-84-09-73557-0, Fundación Infantes Duques de Montpensier, Sanlúcar de Barrameda, 2025).

### Novela Histórica
- La Flota de las Molucas. La gran epopeya de la Primera Vuelta al Mundo (Novela juvenil) Consejería de Cultura de la Junta de Andalucía-Círculo de Artesanos de Sanlúcar de Barrameda, 2019 (ISBN  978-84-09-07952-0) Obra incluida en las Acividades (Publicaciones y Literatura) aprobadas por el organismo estatal "V Centenario de la Primera Vuelta al Mundo".

## Artículos
- Series "Grandes Bodegas, Grandes Vinos" y "Grandes Restauradores de España". (Sección Club Absolute Gourmet de los magazines de alto standing del Grupo Pharus Iberia: Absolute Marbella, Absolute Madrid, Absolute Málaga. Años 2003 a 2007).

## Premios y reconocimientos
1984: "Premio de Turismo Everest" por el libro Sanlúcar de Barrameda (Editorial Everest, León).
1986: "Premio de Turismo Everest" por el libro Almagro (Editorial Everest, León).
1989: "Premio de Turismo Everest" por el libro Conocer Aranjuez y su Real Sitio (Editorial Everest, León).
1995: "Premio Andalucía de Turismo" -Periodismo y Trabajos de Investigación-(Consejería de Industria, Comercio y Turismo de la Junta de Andalucía).
1995: "Premio Al Mérito Turístico" (Patronato Municipal de Turismo - Ayuntamiento de Sanlúcar de Barrameda).
1996: Declaración "Libro de Interés Turístico Nacional" a la obra 1845-1995: Las Carreras de Caballos de Sanlúcar de Barrameda (Dirección General de Turismo del Ministerio de Economía y Hacienda).
1998: "Premio Nacional de Turismo de Andalucía" -Promoción Periodística de Andalucía- (Consejería de Turismo y Deporte de la Junta de Andalucía).
1999: "Premio Nacional de Periodismo Joaquín Turina" (Juventudes Musicales de Albacete).
2003: "Premio Nacional de Periodismo Juan Manuel Barba Mora de Exaltación de la Manzanilla" (Excelentísimo Ayuntamiento de Sanlúcar de Barrameda).
2003: "Premio Imagen Profesional de Turismo de Cádiz" (Asociación Provincial de Mandos Intermedios de Turismo y Hostelería de Cádiz).
2005: Finalista "Premio Internacional de Gastronomía Fogón Saint Julien-París".
2022: "Plato de Oro" (Programa "P'a Comer lo Bueno" de TV7-Cádiz).
2023: "Cirineo de Sanlúcar, 2023"  (Hermandad y Cofradía de Ntro. Padre Jesús del Consuelo y María Stma. del Mayor Dolor de Sanlúcar de Barrameda).
2023: "Embajador de las Carreras de Caballos de Sanlúcar de Barrameda" (Real Sociedad de Carreras de Caballos de Sanlúcar de Barrameda).
2023: "Insignia de Oro de la Ciudad 2023" (Excelentísimo Ayuntamiento de Sanlúcar de Barrameda).
2025: "Plato de 10" (Programa "P'a Comer lo Bueno" de TV7-Cádiz).